# Snježan Cerin
Snježan Cerin, parfois connu sous le nom de Snješko Cerin (né le 19 janvier 1955 à Zagreb en RFS Yougoslavie) est un joueur de football croate.

## Biographie
Reconnu comme un grand attaquant et un buteur très prolifique dans les années 1970 et 80, il aida le Dinamo Zagreb à remporter leur premier titre de champion de Yougoslavie après 24 ans de disette lors de la saison  1981-82, année où il deviendra également le meilleur buteur du championnat avec 19 buts en 10 saisons. Il remporta également avec le Dinamo deux coupes yougoslaves (en 1980 et 1983) et en sera 5 fois le meilleur buteur. Il jouera en tout un total de 474 matchs pour 295 réalisations avec le Dinamo, dont 101 ont été inscrits en championnat.
Avant de rejoindre le Dinamo, il a également évolué dans des clubs de niveaux inférieurs tels que le NK Trnje ou le NK Zagrebački plavi (qui fusionnera avec le NK Zagreb en 1980). Après avoir quitté le Dinamo en 1986, il partit finir sa carrière en Autriche du côté du SK Austria Klagenfurt (aujourd'hui FC Kärnten).
En dépit de sa grande carrière d'attaquant, il ne fut jamais appelé pour jouer en sélection avec l'équipe de Yougoslavie de football.
Après sa retraite de footballeur, Cerin ouvrit une maison de retraite près de Zadar.

## Palmarès
- Championnat de Yougoslavie : 
  - Vainqueur (1) : 1982
  - Finaliste : 1977, 1979
  - Meilleur buteur : 1982

- Coupe de Yougoslavie : 
  - Vainqueur (2) : 1980, 1983
  - Finaliste : 1982, 1985, 1986